# Xot frontblanc
El xot frontblanc (Otus sagittatus) és un rapinyaire nocturn de la família dels estrígids (Strigidae). Habita la selva humida de la Península Malaia. El seu estat de conservació es considera vulnerable.